# Damernas musikblad
Damernas musikblad var en tidskrift som grundades av Ellen Sandels i december 1901, den gavs ut med cirka två nummer varje månad fram till och med våren 1913.
Varje nummer av Damernas musikblad innehöll en textdel och en bilaga med noter. Musiken bestod till största delen av pianomusik och sånger, däribland Ellen Sandels egna kompositioner samt nyskrivna verk av främst svenska tonsättare, modern salongsmusik och klassiska verk. Förutom musik innehöll tidskriften också texter om musik och recensioner av konserter i Stockholm och Göteborg.